# Londonac
Londonac je popularni naziv za Hrvatski pravopis Stjepana Babića, Božidara Finke i Milana Moguša objavljen 1971. godine, koji je politički zabranjen, ali u fototipskom izdanju pojavljuje se u Londonu.

## Povijest
Suvremena pravopisna praksa, koja se primjenjuje i poučava u osnovnim i srednjim školama u  Hrvatskoj, utemeljena je na pravilima Hrvatskoga pravopisa Stjepana Babića, Božidara Finke i Milana Moguša iz 1996. godine. Riječ je o 4. izdanju toga priručnika, koji je pod istim naslovom tiskan 1971. Do njegova objavljivanja prijelomne 1971. vrijedila su pravopisna pravila tzv. „novosadskog” Pravopisa hrvatskosrpskoga književnog jezika s pravopisnim rječnikom iz 1960. U Predgovoru Hrvatskomu pravopisu, od 10. rujna 1971., autori tumače kako dotadašnji pravopis „…nije mogao zadovoljiti ni svojim pravopisnim odredbama (…) a još manje svojim rječnikom”. Stoga je, da bi se otklonio nesklad između pravopisne norme i pravopisne i jezične prakse, Matica hrvatska među članovima svoje Jezične komisije izabrala Pravopisnu komisiju. U njoj su bili Stjepan Babić, Dalibor Brozović, Željko Bujas, Božidar Finka, Ivo Frangeš, Ljudevit Jonke, Radoslav Katičić, Tomislav Ladan, Milan Moguš, Slavko Pavešić i Josip Silić.
Potom su Babić, Finka i Moguš izabrani za autore i povjerena im je izrada načela (općih i pojedinačnih) novoga pravopisa. Načela su zatim poslana Društvu književnika Hrvatske, Institutu za jezik JAZU-a, Katedri za suvremeni hrvatski književni jezik Filozofskoga fakulteta u Zagrebu, Komisiji za udžbenike Zavoda za osnovno obrazovanje SR Hrvatske i Komisiji za udžbenike Zavoda za stručno obrazovanje SRH. Sve su ustanove prihvatile načela, a autori su izradili rukopis. U predgovoru se posebno istaknulo: „prema tome, Hrvatski pravopis nije djelo pojedinaca nego su autori samo izvršili određenu društvenu narudžbu.”
Osnovom za izradu rukopisa poslužilo je deveto izdanje Boranićeva Pravopisa hrvatskoga ili srpskoga jezika iz 1947. Zaključno, autori pišu: „Nadamo se da je ovim pravopisom postavljena čvrsta osnovica hrvatske pravopisne norme, koja se u bitnome više neće mijenjati, što će svima nama kojima je hrvatski materinski jezik ili ga prihvaćamo kao svoj književni jezik omogućiti da odsad imamo ustaljen pravopis.”
Premda je tekst tiskan u rujnu 1971., zbog političkih je razloga cjelokupna naklada od 40 000 primjeraka završila u tvornici papira, a samo je 600 primjeraka uvezano – bez Predgovora, Uvoda, Kratica i Kazala – te označeno sintagmom „samo za internu upotrebu”. U cijelosti, Hrvatski pravopis tiskan je tek u kolovozu 1990., premda je u Londonu Nova Hrvatska izdala taj pravopis 1972. i 1984., no sa svojom Uvodnom riječi. Otuda potječe i njegov popularni naziv Londonac. Pretisak je 1990. imao nakladu od 10 000 primjeraka.